# Sampo Koskinen
Sampo Koskinen (Kirkkonummi, 1º marzo 1979) è un ex calciatore finlandese, di ruolo difensore.

## Carriera
Koskinen iniziò la carriera con la maglia dello Honka. Giocò poi per il Jokerit e per gli olandesi dello RBC Roosendaal. Si trasferì successivamente al Göteborg, per cui debuttò nella Allsvenskan il 30 giugno 2003, sostituendo Jimmy Svensson nella vittoria per 1-0 sull'Enköping.
Militò poi nel Boden e ancora nello Honka. Nel 2007 firmò per i norvegesi del Sandefjord, per cui esordì nella Tippeligaen il 9 aprile, nella sconfitta per 3-0 contro il Lyn Oslo. L'anno seguente tornò nuovamente nello Honka.

## Palmarès

### Club

#### Competizioni nazionali
- Coppa di Finlandia: 1

Honka: 2012
- Liigacup: 2

Honka: 2010, 2011